# Marlboro Marine
Unter dem Titel Marlboro Marine oder Marlboro Man wurde im November 2004 das vom Fotojournalisten John Sinco aufgenommene Bild eines Zigarette rauchenden US-Marines berühmt. Mehr als 100 US-amerikanische Zeitungen und nach Angaben des Fotografen John Sinco mehr als 150 Zeitungen weltweit druckten das Porträt. 2005 wurde Sinco mit der Aufnahme einer der drei Finalisten für den angesehenen Pulitzerpreis in der Kategorie Feature-Photoberichterstattung.
Das am 8. November 2004 während der zweiten Schlacht um Falludscha, bei der zwischen 1264 und 1270 Menschen starben, entstandene Foto zeigt das von Dreck, Tarnschminke und etwas Blut verschmierte und von seinem Helm umrahmte Gesicht des rauchenden, in die Ferne blickenden Lance Corporal James Blake Miller vor einer lehmfarbenen Hauswand; Millers Name blieb zunächst unveröffentlicht. Fotograf Luis Sinco von der Los Angeles Times arbeitete während der Schlacht in der Einheit von Miller als eingebetteter Journalist (embedded journalist).

## Wirkung und Interpretationen des Fotos
Die Reaktionen in den US-amerikanischen Medien waren großenteils sehr positiv. Vor allem in politisch rechten Medien wurde das am 10. November 2004 erstmals veröffentlichte Bild nach Ansicht mancher Autoren zum patriotischen Symbol.
Wegen seiner Wirkung wurde das Porträt von Journalisten als „Ikone des Irakkriegs“, „Gesicht des Irakkriegs“ und „Symbol des Irak-Kriegs“ bezeichnet und von manchen Zeitungen zum „Symbol des [amerikanischen] Triumphes“ in Falludscha hochstilisiert.
In zahllosen E-Mails wurde die Los Angeles Times vor allem von weiblichen Absenderinnen gefragt, wie sie mit dem zunächst namenlosen Marine Kontakt aufnehmen könnten.
US-Präsident Bush schickte Miller infolge des öffentlichen Aufsehens ein Paket mit Zigarren, Süßigkeiten und Andenken vom Weißen Haus. Der die erste Marine-Division leitende Generalmajor Richard F. Natonski besuchte Miller persönlich, um ihm eine Rückkehr aus dem Krieg anzubieten – weil die amerikanische Öffentlichkeit nicht wolle, dass ihr neugefundener Held sterbe oder verwundet werde.
Das Marine-Corps versuchte, die Rechte an dem Foto zu erhalten und Miller als Anwerber für junge Marines einzustellen.
Die Wirkung und Beliebtheit des Fotos wurde von verschiedener Seite, einschließlich des Fotografen Sinco selbst, auch mit dem ab Mai 2004 bekanntgewordenen Abu-Ghuraib-Folterskandal erklärt. Hatten die Bilder aus Abu Ghuraib Beschämung und Entsetzen ausgelöst, so erlaube der Marlboro Marine wieder positive Identifikation und Stolz auf amerikanisches Heldentum. Sinco selbst hatte Erschöpfung, Schrecken und überstandene Lebensgefahr im Blick des Marlboro Marines gesehen (siehe unten). Schockiert über die Stilisierung des Fotos zum „Symbol des Triumphs“ nimmt er an, „(...) ein gewisser Teil der Gesellschaft wollte etwas anderes in dem Foto sehen – etwas Seltsames, Perverses über amerikanische Männlichkeit.“
Aus der Perspektive von Mode und Konsum wurde erklärt, dass der Marlboro Marine „das lässige Heldentum der Bodentruppen ein[fing], die rau, unabhängig, schwer arbeitend und vor allem männlich sind.“ Wie die Werbefigur des Marlboro Man, dessen Bekanntheit unbeabsichtigt die Wirkung des Fotos mitbegründet habe, bilde der Marlboro Marine eine spezielle heterosexuelle Männlichkeit ab, die ihre Kraft an symbolischen Orten fern dem Häuslichen, Weiblichen oder Städtischen schöpfe.
Kritiker des Bildes und seiner Wirkung bemängelten vor allem den starken Bezug auf das Westernheld-Motiv und den unkritischen Umgang mit dem Krieg. Der enge Bildrahmen blende allen Kontext aus und reduziere das Foto auf das Gesicht eines einzigen Individuums. Fragen nach demokratischer Legitimität oder dem Sinn des Krieges würden ausgelöscht. Stattdessen zeige es zwei Vorbilder – der kampfgestählte Soldat verkörpere den Staat und sein Gewaltmonopol, und der Marlboro Man den Markt und seine Werbung für abhängig machenden Konsum – ein „Triumph des (Neo)Liberalismus“.
Die Journalistin und Globalisierungskritikerin Naomi Klein bezeichnete das Bild als „lachhaften Abklatsch“ des Marlboro Mans, der seinerseits John Wayne kopiere, der wiederum auf dem amerikanischen Mythos des Westernhelden basiere. Sie verurteilte die Berühmtheit des Fotos in den USA im Vergleich zu Bildern, die das Leid der irakischen Zivilbevölkerung und durch amerikanische Soldaten begangenes Unrecht darstellten.
Noch einen Schritt weiter geht der Friedensforscher Möller, der die weite Verbreitung des Bildes in den Medien sogar als bewusste Strategie ansieht, um die Misshandlungen in Abu Ghraib zu verschleiern. Obwohl das Bild in seiner Bedienung der Westernheld-Stereotype eigentlich eine Parodie dieser amerikanischen Ikonografie darstelle, habe es stattdessen deren Bestätigung zur Folge gehabt. Für Klein hingegen symbolisiert der Marlboro Marine letztlich allenfalls die Straflosigkeit der USA, die sich außerhalb des Gesetzes stellten und für ihre Taten nicht zur Verantwortung gezogen würden.
In diversen Leserbriefen an amerikanische Zeitungen wurde die positive Darstellung des gesundheitsschädlichen Rauchens bemängelt. Klein wiederum kritisierte, die Leserbriefe sorgten sich um gesundheitsschädliches Rauchen, verurteilten aber nicht die positive Darstellung des (tödlichen) Krieges.

## Hintergrund des Fotos
James Blake Miller (* 10. Juli 1984 im Pike County, Kentucky) ging als Achtzehnjähriger zu den Marines und war mit der Charlie Company des 1. Bataillons des 8. Marine-Regiments im Irak. Das berühmt gewordene Porträt von ihm entstand, als seine Einheit seit 12 Stunden fast pausenlos gegen irakische Aufständische gekämpft hatte und seit etwa 24 Stunden nicht geschlafen hatte. In einer kurzen Kampfpause lehnte sich der starke Raucher auf einem Hausdach gegen eine Wand und blickte auf die gerade aufgehende Sonne; wie er später dem Fotografen erzählte, überlegte Miller in dem Augenblick, ob er noch jemals einen weiteren Sonnenaufgang sehen werde. Sinco selbst beschrieb später den Moment, als er Miller ablichtete: „Mir fiel sein Gesichtsausdruck auf. Auf mich wirkte das: erschrocken, erschöpft und froh, einfach noch am Leben zu sein. Ich erkannte [den Gesichtsausdruck], weil ich mich genauso fühlte.“
Miller entwickelte nach seiner Rückkehr aus dem Kampfeinsatz eine posttraumatische Belastungsstörung (PTBS), litt an Albträumen und Dissoziationen, das heißt, er erlebte manche Zeiträume nicht bewusst und konnte sich hinterher nicht an seine Handlungen erinnern. Als er in diesem Zustand einmal einen Marinesoldaten angriff, der ein granatenähnliches Geräusch erzeugt hatte, wurde Miller am 10. November 2005 wegen einer Persönlichkeitsstörung, also aus medizinischen Gründen, vorzeitig (ehrenhaft) aus dem Marine-Corps entlassen und bezieht seither eine Behindertenrente für Veteranen. Im Sommer 2006 ehrte ihn die National Mental Health Association dafür, PTBS in die öffentliche Diskussion zu bringen. Miller hatte Phasen von Selbstmordgedanken und leidet bis heute (Stand 2008) an schwerer PTBS und Depressionen. Einige Zeitungen griffen Millers Geschichte seit seiner Entlassung aus dem Marine-Corps noch einmal auf und stellten Miller, der den Irakkrieg inzwischen als sinnlos ansieht, als heimgekehrten, psychologisch schwer gezeichneten Veteran dar.